# Parque nacional Biamanga
El Parque Nacional Biamanga es un parque nacional en Nueva Gales del Sur (Australia), ubicado a 307 km al suroeste de Sídney.
El Monte Mumbulla en la parte alta del recorrido del río Murrah, es sagrado para el pueblo Yuin y numerosos de lugares dentro del parque son también considerados sagrados por grupos aborígenes locales. El parque protege también la región costera natural de los alrededores de Foothill.
Los visitantes pueden visitar las cataratas del arroyo Mumbulla, donde hay instalaciones para pícnic y barbacoas. Al parque se accede por Bega, 20 km hacia el norte, saliendo de la Autopista Princesa, siguiendo vías no asfaltadas.